# Табунное коневодство
Табунное коневодство — разведение лошадей с их табунным содержанием.

## Распространение, особенности
Табунное коневодство практикуется в Республике Башкортостан, Туве, Республиках Алтай, Хакасия, Бурятия, Тыва, в Астраханской области и в странах с большими травяными пастбищами в Азии, Австралии, Новой Зеландии и др.
Причиной распространения табунного коневодства заключается в том, что лошади питаются летом и зимой подножным кормом и находятся на открытом воздухе. Нет необходимости заниматься заготовкой кормов. При этом себестоимость производства мяса-конины в 2—5 раз меньше, чем себестоимость производства говядины. Рентабельность производства составляет 36—184 процентов.
Разновидностями табунного коневодства являются круглогодовое пастбищное и культурно-табунное. При круглогодовом пастбищном коневодстве лошади круглый год пасутся на пастбищах, при культурно-табунном — летом на пастбищах, зимой — в крытых помещениях.
Дополнительными затратами в табунном коневодстве является необходимость обеспечения комфортных условий проживания коневодов рядом с табуном в любое время года и обеспечение водопоя лошадей.
В табунах, в период размножения лошадей, их разбивают на косяки. В каждом косяке на одного жеребца приходится 15—30 кобыл. Косяки пасутся в отдалении друг от друга. Жеребцов дополнительно подкармливают. Для скрещивания применяется варковая случка и ручная случка. Случки проводятся весной — с апреля по май.
При варковой случке жеребцов подпускают к лошадям на короткое время. Остальное время они содержатся на конюшне. Проблемами ручной случки является необходимость иметь квалифицированный персонал и оповоженность лошадей. Для скрещивая допускаются лошади с трёхлетнего возраста.
Особенностями поведения лошадей в косяках являются следующие:
- стремление жеребцов к отделению своего косяка от остальных на несколько километров;
- основной производитель в косяке знает своё потомство и изгоняет из косяка жеребят в зрелом возрасте;
- жеребцы-косячники привязаны к определенной территории и не отнимают её у других косяков;
- жеребцы никогда не кроют своих дочерей;
- жеребящиеся кобылы обычно стремятся к уединению, а кобыла с жеребёнком не подпускает к нему никого, даже жеребца, и присоединяется к косяку только на 3—5 день.

## Табунное коневодство и наука
Научными исследованиями в области табунного коневодства занимаются во ВНИИ коневодства (Рязанская область, Рыбновский район, п. Дивово), в институте Сельского хозяйства учеными И. А. Сайгин, Б. Х. Сатыев, Х. Р. Султанаев, Р. Ф. Уразбахтин.